# Carelia Settentrionale
La Carelia Settentrionale (Pohjois-Karjala in finlandese, Norra Karelen in svedese) è una provincia della Finlandia.
È chiamata in tale modo in base alla posizione geografica della regione storica della Carelia, che adesso si trova divisa tra la Finlandia e la Russia.

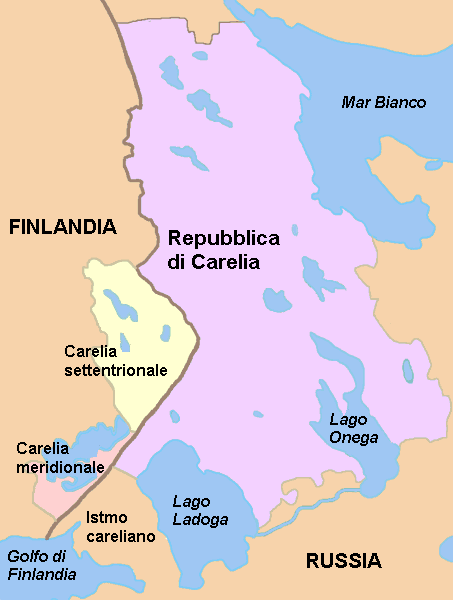
Le regioni della Carelia settentrionale e meridionale si trovano in Finlandia e la Repubblica di Carelia in Russia. L'Istmo di Carelia è parte dell'Oblast' di Leningrado.

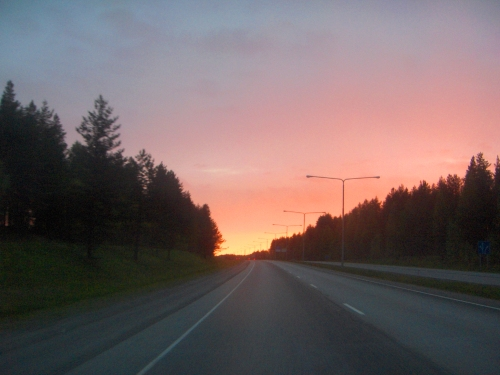
Una strada della Carelia settentrionale

## Amministrazione
Come la gran parte delle altre province finlandesi, la Carelia del Nord è governata da due diversi enti:
- la Federazione provinciale della Carelia Settentrionale Pohjois-Karjala maakuntaliitto) è la confederazione dei comuni, con un Consiglio provinciale nominato dai consiglieri comunali, e una relativa Giunta provinciale. Il suo compito è gestire le competenze comunali su un ambito spaziale più ampio e condiviso.
- l’Area di benessere della Carelia Settentrionale (Pohjois-Karjalan hyvinvointialue) è l’ente sanitario provinciale, creato nel 2022 e con un Consiglio eletto direttamente dai cittadini, che tramite la relativa Giunta gestisce gli ospedali e i servizi assistenziali.[2]

Il primo ente è quello che nomina il direttore provinciale.
La provincia era inclusa nella Finlandia Orientale, oggi ridotta a un’Agenzia regionale col ruolo di prefettura statale.

## Comuni
Nella Carelia settentrionale vi sono 13 comuni, di cui cinque sono città, evidenziate in grassetto nella seguente lista
- Ilomantsi
- Joensuu, a cui il comuni di Kiihtelysvaara e Tuupovaara sono stati uniti il 1º gennaio 2005 e Pyhäselkä il 1º gennaio 2009
- Juuka
- Kitee
- Kontiolahti
- Lieksa
- Liperi
- Nurmes
- Outokumpu
- Polvijärvi
- Rääkkylä
- Tohmajärvi, a cui il comune di Värtsilä è stato unito il 1º gennaio 2005
- Valtimo

Fino al 2009 era parte della grande contea della Finlandia Orientale, poi trasformata nell’Agenzia amministrativa regionale della Finlandia orientale.

## Stemma della Carelia settentrionale

Stemma della regione storica della Carelia

Sebbene la Carelia settentrionale sia solo una parte della regione storica della Carelia, il suo stemma è praticamente identico a quello della regione storica.